# 1585 en philosophie
Chronologie de la philosophie
- 1581
- 1582
- 1583
- 1584
- 1585
- 1586
- 1587
- 1588
- 1589

L’année 1585 a été marquée, en philosophie, par les événements suivants :

## Publications
- Giordano Bruno : 
  - Cabala del cavallo Pegaseo- Asino Cillenico (1585). Texte intégral en italien, Giordano Bruno.info: Download; Bruno combat les pédants, qui ne sont que des ânes, pour louer l'asinité, la qualité d'âne, voie d'accès au savoir
  - De gl' heroici furori (1585). Texte intégral en italien, Giordano Bruno.info : Download; les voies pour accéder au Vrai et au Beau, les rapports du savoir et de la poésie.
  - Figuratio Aristotelici Physici auditus (1585).

## Naissances
- Uriel da Costa, également connu sous son nom chrétien Gabriel da Costa, est un philosophe portugais du XVIIe siècle (Porto, vers 1585 – Amsterdam, 1640).

## Décès
- Johann Jakob Wecker ou Jean-Jacques Wecker (nom apparaissant dans certaines éditions) était un médecin et philosophe allemand né en 1528 et décédé en 1585 ou 1586.